# Leucoloma phumiengse
Leucoloma phumiengse är en bladmossart som beskrevs av Pierre Tixier 1971-72 [1972. Leucoloma phumiengse ingår i släktet Leucoloma och familjen Dicranaceae. Inga underarter finns listade i Catalogue of Life.